# براد دوتري (كرة سلة)
براد دوتري (بالإنجليزية: Brad Daugherty)‏ مواليد 19 أكتوبر 1965 في كارولاينا الشمالية، هو لاعب كرة سلة أمريكي سابق بدأ مسيرته الاحترافية في سنة 1986 وحمل الرقم 43.في بداياته لعب كرة السلة في جامعة ولاية كارولينا الشمالية في تشابل هيل. يبلغ طوله 7 قدم 0 بوصة (2.1 م). اعتزل اللعب في 1995 ثم أصبح محللا لـ الرابطة الوطنية لكرة السلة.

## فرق لعب لها
- كليفلاند كافالييرز

## روابط خارجية
- براد دوتري على موقع إن بي أي (الإنجليزية)
- براد دوتري على موقع سبورتس رفرنس (الإنجليزية)
- براد دوتري على موقع كلية كرة السلة في سبورتس رفرنس.كوم (الإنجليزية)
- براد دوتري على موقع ريلجم (الإنجليزية)
- براد دوتري على موقع بروبوليرز (الإنجليزية)
- براد دوتري على موقع قاعة كارولاينا الشمالية للمشاهير الرياضية (الإنجليزية)